# Тиранчик жовтий
Тира́нчик жовтий (Capsiempis flaveola) — вид горобцеподібних птахів родини тиранових (Tyrannidae). Мешкає в Центральній і Південній Америці. Єдиний представник монотипового роду Жовтий тиранчик (Capsiempis).

## Опис

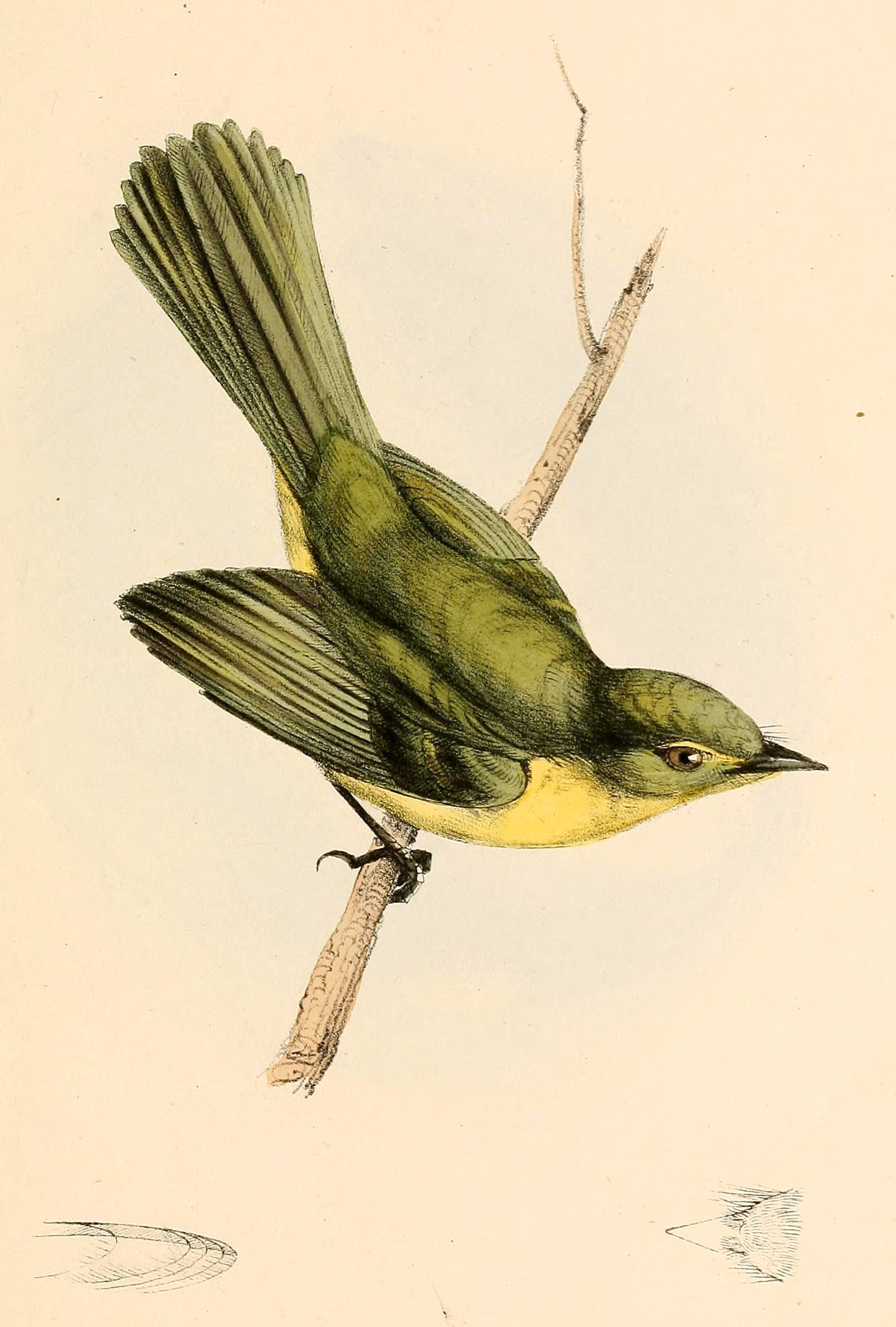
Жовтий тиранчик

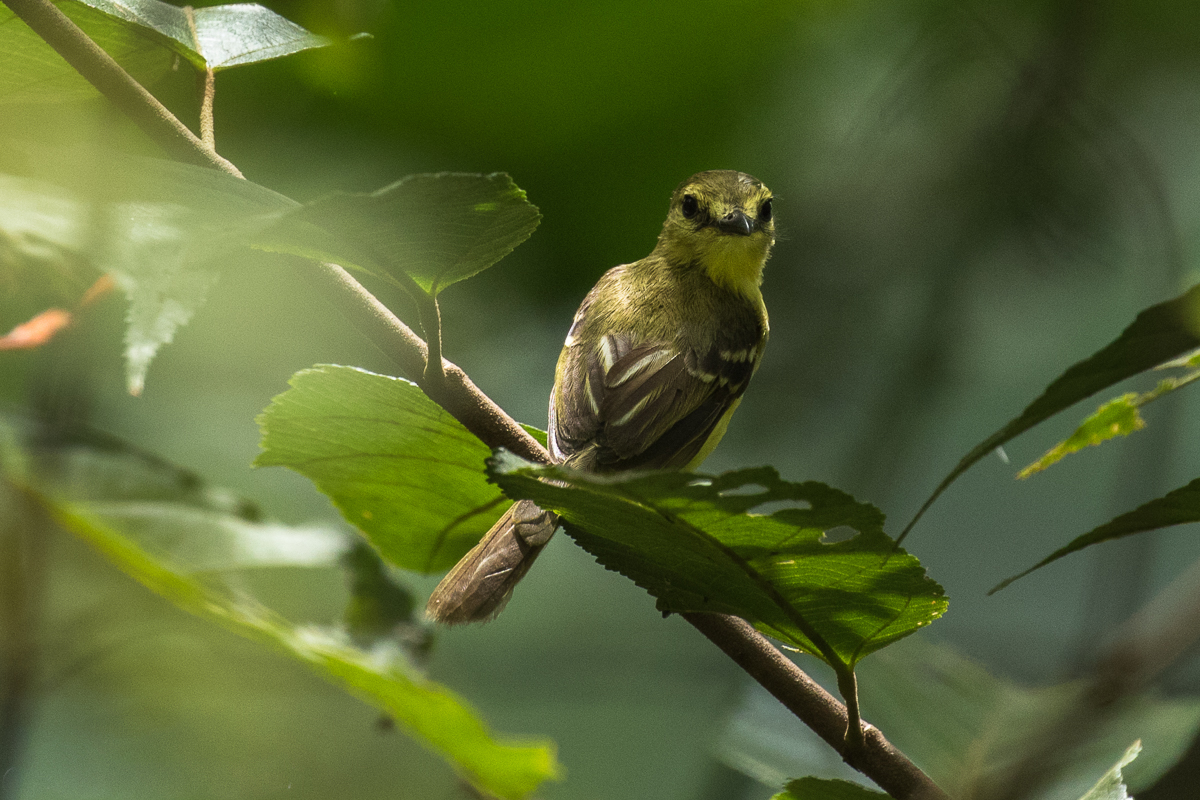
Жовтий тиранчик (Дар'єн, Панама)

Довжина птаха становить 10,5-11,4 см, вага 8 г. Верхня частина тіла оливково-зелена, нижня частина тіла яскраво-жовта. Над очима білуваті або світло-жовті «брови». Крила і хвіст темно-коричневі, на крилах дві жовті смужки, пера на крила мають жовті края. Дзьоб відносно короткий, схожий на дзьоб дрібного віреона або пісняра. Виду не притаманний статевий диморфізм. У молодих птахів верхня частина тіла коричнювата, а нижня частина тіла світло-жовта.

## Підвиди
Виділяють п'ять підвидів:
- C. f. semiflava (Lawrence, 1865) — від півдня Нікарагуа до сходу Панами, зокрема на острові Коїба;
- C. f. cerula Wetmore, 1939 — від східної Колумбії до північно-східного Еквадору, Гвіани і північної Бразилії;
- C. f. leucophrys Berlepsch, 1907 — північ центральної Колумбії (долина річки Магдалени) і північно-західна Венесуела (від гір Сьєрра-де-Періха на південь до Тачири, на захід до Мериди і на південний захід до Лари);
- C. f. magnirostris Hartert, E, 1898 — південно-західний Еквадор (від Пічинчи на південь до Гуаяса і Ель-Оро);
- C. f. flaveola (Lichtenstein, MHK, 1823) — східна Болівія, Парагвай, північно-східна Аргентина (Місьйонес), східна і південно-східна Бразилія (від Пернамбуку до Ріу-Гранді-ду-Сул).

## Поширення і екологія
Жовті тиранчики мешкають в Нікарагуа, Коста-Риці, Панамі, Колумбії, Венесуелі, Гаяні, Суринамі, Французькій Гвіані, Бразилії, Еквадорі, Перу, Болівії і Парагваї. Вони живуть у вологих і сухих, рівнинних і гірських тропічних лісах і чагарникових заростях, на болотах, пасовищах і палантаціях. Зустрічаються парами або невеликими сімейними зграйками, на висоті до 1500 м над рівнем моря. Живляться комахами, павуками, дрібними плодами і ягодами. Гніздо чашоподібне, зроблене з рослинних волокон і трави, зверху покрите мохом, розміщується в чагарниках або на дереві, на висоті від 2 до 7 м над землею. В кладці 2 білих яйця, іноді поцяткованих рудуватими плямками.